# Павол Шафранко
Павол Шафранко (словац. Pavol Šafranko, нар. 16 листопада 1994) — словацький футболіст, нападник азербайджанського клубу «Сабах» та національної збірної Словаччини.

## Клубна кар'єра
Почав займатись футболом у клубі «Тесла» (Стропков), а 2011 року приєднався до академії «Татрана» (Пряшів). 20 липня 2013 року він дебютував за старшу команду «Татрана» у грі проти трнавського «Спартака» (7:0) і загалом у своєму дебютному сезоні він зіграв 18 матчів. Наступного сезону, 11 жовтня 2014 року Павол забив свої перші голи, відзначившись дублем у ворота «Попрада» (3:1). Загалом у тому сезоні він забив 11 голів у другому дивізіоні, аза першу половину наступного сезону 2015/16 забив ще 6 голів у чемпіонаті, чим привернув увагу вищолігових клубів. Загалом Шафранко провів за рідну команду сезони, взявши участь у 54 матчах чемпіонату.
У лютому 2016 року Шафранка було віддано в оренду на один рік до вищолігового клубу «Шпорт» (Подбрезова). Він дебютував за команду у Суперлізі 27 лютого у матчі із «Сеницею» (1:0), а перший гол на найвищому рівні забив 2 квітня у ворота «Земпліна» (2:0). До кінця сезону цей м'яч так і залишився для гравця у 16 матчах, але у другій половині року він став результативніше, забивши ще 4 голи.
У січні 2017 року, після повернення з оренди, Шафранко підписав контракт на три з половиною роки з командою «ДАК 1904». Він дебютував за клуб 18 лютого в матчі проти попереднього клубу «Шпорт» (0:0), а через сім днів він забив свій перший гол за клуб у ворота іншого колишнього клубу, «Татрана» (5:0). Загалом у весняній частині сезону 2017/18 років він забив загалом шість голів у 12 матчах.
Після успішного виступу на молодіжному чемпіонаті Європи у Польщі Шафранко зацікавив іноземні команди і у серпні 2017 року перебрався до Данії у «Ольборг». Відіграв за команду з Ольборга наступний рік своєї ігрової кар'єри. Більшість часу, проведеного у складі «Ольборга», був основним гравцем атакувальної ланки команди, зігравши загалом 31 матч і забивши три голи. Після цього у серпні 2018 року Шафранка було віддано в річну оренду без права викупу в шотландський клуб «Данді Юнайтед», де він зумів відновити свою результативність, забивши 15 голів у 40 матчах того сезону.
Після повернення з оренди, у серпні 2019 року Шафранко був проданий румунському клубу «Сепсі ОСК», де провів два сезони, у кожному з яких забив по 9 голів у чемпіонаті, після чого у липні 2021 року перейшов до південноафриканського клубу «Мамелоді Сандаунз», підписавши трирічний контракт. З «Мамелоді» він виграв за один сезон чемпіонат, Кубок ПАР та Кубок ліги, а також дійшов до чвертьфіналу Ліги чемпіонів КАФ. 25 серпня 2022 року Шафранко повернувся до «Сепсі ОСК», підписавши дворічний контракт і провів ще успішний сезон з командою, вигравши Кубок Румунії, перемігши «Університатю» (Клуж) у фіналі після серії пенальті.
9 липня 2024 року Шафранко підписав дворічний контракт із азербайджанським «Сабахом» і у першому ж сезоні виграв з командою національний кубок, забивши один із голів у фіналі проти «Карабаху» (3:2). Станом на 10 липня 2025 року відіграв за бакинську команду 34 матчі в національному чемпіонаті.

## Виступи за збірні
Протягом 2015—2017 років залучався до складу молодіжної збірної Словаччини. У її складі був учасником молодіжного чемпіонату світу 2017 року у Польщі, де у першому матчі проти господарів Польщі (2:1) він забив переможний гол. Загалом на молодіжному рівні зіграв у 8 офіційних матчах, забив 3 голи.
У січні 2017 року тренер Ян Козак вперше викликав Павола до національної збірної Словаччини, яка складалася переважно з гравців місцевого чемпіонату, на тренувальний збір в Об'єднаних Арабських Еміратах. Там Шафранко і дебютував 8 січня в Абу-Дабі у грі проти Уганди (1:3), замінивши на 85-й хвилині Філіпа Оршулу.

## Досягнення
- Чемпіон ПАР: 2021/22
- Володар Кубка ПАР: 2021/22
- Володар Кубка ліги ПАР (MTN 8): 2021
- Володар Кубка Румунії: 2022/23
- Володар Суперкубка Румунії: 2023
- Володар Кубка Азербайджану: 2024/25

## Особисте життя
У Павола Шафранка є 6 братів і сестер, старший з яких, Ян Шафранко, також став футболістом. Він походить з русинської етнічної меншини та є православним. Він закінчив середню школу з атестатом про повну загальну середню освіту, після чого провів рік у Пряшівському університеті, але не закінчив навчання, оскільки воно заважало його можливостям займатися футболом.